# Anti Feminism
∀NTI FEMINISM (яп. アンチフェミニズム) — японская группа, известная, как одна из старейших групп Visual Kei, а также за эксцентричность и безумное поведение на концертах своего лидера — Кэндзи. Также являются одними из основателей стиля Kurafu Kei, вместе с The Piass, с гитаристом которой коллектив продолжал сотрудничество довольно долгое время. В музыкальном плане музыка группы скорее представляет собой довольно жёсткий панк-рок, а по стилистике — нечто среднее между англичанами The Exploited и американцами Ministry, также используют семплирование, электронику и искажение вокала. Несмотря на довольно долгую историю, дискография группы невелика.

## История группы

### Зарождение и начало 90-х
Группа не должна быть милой и благоразумной, чтобы понравиться всем — так считает её лидер-основатель, вокалист Кэндзи, который является единственным постоянным участником коллектива, а также очень влиятельной фигурой музыкального андеграунда, знает множество людей, являющихся продюсерами или музыкантами, что помогает ему без труда находить замену ушедшим участникам группы.
История группы началась в октябре 1991-го года, когда после просмотра фильма «Burst City» («Bakuretsu Toshi»), тогда ещё барабанщик группы Kamaitachi Киёси (Kiyoshi, так тогда звали Кэндзи), после 6-летней концертной деятельности, решил создать новую группу, в которой он был бы на вокале и которая бы выделялась на фоне тогда популярных X-Japan и Buck-Tick не только звуком, но и имиджем и визуальными образами, таким образом и появился ∀NTI FEMINISM, в первом составе которого было 5 человек, а именно:
- Киёси ака Кэндзи — вокал
- Таппэй — гитара
- Джилл — гитара
- Ko・・— бас
- Хироси — ударные

Таппэй, Джилл и Ko・・ пришли из группы ALLIGATOR, Хироси — из распавшейся тогда группы AIDS, а группа Кэндзи вскоре распалась, поэтому он полностью смог сосредоточиться на своём новом детище. Их первый же концерт в Meguro Live Station and Osaka Rockets прошёл великолепно, всё билеты были проданы, как на этот, так и на дальнейшие концерты 91-го. 1992-й год тоже был достаточно удачным в концертном плане, но тем не менее, после концерта в рамках мероприятий в поддержку сборника «GIMMICK» 10 ноября, группа была распущена.

### 1992—1996 года
Тем не менее Кэндзи всё равно не сидит без дела и продолжает работу в группе Sister’s No Future, которую он успел организовать в том же 1991-м, параллельно с ∀NTI FEMINISM, но здесь он играл снова на барабанах. Кроме того, эту группу он основал вместе с не менее серьёзной и известной фигурой в Visual kei тусовке Томми Динамитом (Tommy Dynamite), который является основателем одного из крупнейших музыкальных лейблов Японии — Free-Will (на котором выпускались и выпускаются такие группы, как Dir en Grey, Rentrer en Soi, the GazettE и другие, а также на этом лейбле выпускалась и бывшая группа Кэндзи — Kamaitachi). Критики и фанаты характеризовали коллектив как более зрелую версию Kamaitachi.
В 1992-м, после распада ∀NTI FEMINISM, Киёси становится Кэндзи, организует ещё одну группу, получившую название The Dead Pop Stars (d.p.s), в которой он также становится барабанщиком и состав которой намного более стабильный, чем у AF.
В том же 92-м Кэндзи организует свой независимый музыкальный лейбл под названием Anarchist Records, что делает его более музыкально независимым и даёт полную свободу действий. На протяжении нескольких лет далее он работает с двумя своими группами, записывая альбомы и играя концертные шоу, до тех пор, пока в 1996-м, не распадается одна из них, а именно Sister’s No Future, а Кэндзи сосредотачивается на The Dead Pop Stars, подумывая о воскрешении своего детища.

### Воскрешение и второе пришествие
Тем не менее, замыслы удалось осуществить лишь через 2 года, в августе 1998-го года. В этом ему помогли его друзья Такаюки из The Piass на лид-гитаре, Кисаки (переигравший во многих группах, среди которых Phantasmagoria, Syndrome и Mirage) на басу и Кэй-Сукэ из Vasalla на ударных. Но этот состав не продержался и года, начиная с 1999-го постоянными участниками оставались лишь фронтмен группы Кэндзи и гитарист Такаюки, который совмещал работу в группе с работой в своей основной группе The Piass, вплоть до 2006-го года, остальные же участники приходили и уходили, иногда отыграв лишь несколько концертов с группой. Начав плодотворную концертную деятельность, сменив несколько концертных залов они решили создать своё собственное действо, назвав его попросту «Bakuretsu Toshi» (от названия фильма, с которого всё началось), объединившись с ещё несколькими группами.
В 1999-м выходит первая демо-кассета, под названием Japanese No, тираж которой распродаётся на третьем концерте «Bakuretsu Toshi». Тогда же перемены коснулись барабанщика Кэй-Сукэ, который внезапно исчез после концерта и впоследствии был заменён Юдзи из группы Mesmerian. С тех пор смена состава стала обычным делом, иногда даже специальным или необходимым, даже, время от времени, приглашались гости для декорирования концертной сцены. На одной из вечеринок, устроенной группой в 2000-м году, Кэндзи спел с известным японским актёром Кампэем Хадзамой (間寛平).
Имея в составе достаточно известного басиста Кисаки довольно долгое время, группа засветилась на нескольких сборниках omnibus инициированных Матиной, а также Sequence Records. Количество выпущенных альбомов было довольно мало, зато количество концертов росло, так же, как и популярность группы. В 2001-м они также успевают поработать с гитаристом группы Das Vasser Хидэаки, а также выпустить первый сингл и третье демо, второе вышло в 2000-м. На протяжении ещё нескольких лет, не сбавляя оборотов коллектив продолжает радовать поклонников новыми концертами, релизами и участниками, которых успело побывать в группе около полусотни, тем не менее, стабильный состав держится в таком виде:
- Кэндзи — вокал
- Юдзи — ударные
- Такаюки — гитара
- Кисаки — бас-гитара

Каждый из этих участников то и дело возвращается в группу после недолгого отсутствия. В таком составе были записаны почти все студийные работы группы. В 2003-м музыканты таки порадовали фанатов первым полнометражным номерным альбомом, он состоял почти полностью из нового материала и содержал лишь 2 песни из демо 2001-го, только перезаписанных специально для альбома. В том же году выходит ещё 1 сингл, группа успевает сменить ещё десяток концертных участников и ещё больше расширить круг поклонников.

### Дальнейшие успехи
Продолжая трудиться в AF, Кэндзи успевает также записать несколько альбомов и синглов с The Dead Pop Stars, которую он не покинул, несмотря на плотную работу с AF и на лейбле, Такаюки же тоже занимался в своей группе The Piass параллельно с деятельностью в этой и также успел выпустить несколько релизов.
Осенью 2004-го была записана совместная работа с ещё одной Kurafu Kei группой — Deadly Sanctuary, группа хотя и менее известная, но также была достаточно необычной для Visual Kei. Релиз получил название Emperor и включал в себя 7 песен, по 3 от каждого коллектива и одну, сыгранную вместе. Этот релиз вышел 11 ноября.
В 2005-м Кэндзи совместно с вокалистом другой своей группы The Dead Pop Stars Аки создаёт ещё один проект получивший название RaS TESTARS, совместно с которым, в том же году, группа The Piass во главе с Такаюки записала 2 песни, вышедшие на диске в сентябре.

### Звёздные потери и завоевание Европы
Тем не менее в 2006-м году из группы уходит Такаюки, который был с группой с момента её второго рождения в 1998-м году, и сосредотачивается на The Piass, которая уже получила популярность далеко за пределами Японии. В начале 2007-го года Кэндзи также подумывает о завоевании Европы и приглашает на вакантное место гитариста сразу двух человек — Томодзо и Нати, место ударника занимает бывший барабанщик распавшейся в 2001-м году культовой группы Baiser — Кацура, игравший также в группах Cannival Method, Shazna и Vinett, место басиста занял Кёдзи из группы CANDY.
В таком сильно обновлённом составе группа решает отправиться в турне по Европе вместе с поп-рок-группой Hagakure, лидером которой является Кая, в котором намечено было 6 дат в шести странах (по одному концерту в каждой стране):
- Франция
- Бельгия
- Голландия
- Польша
- Швеция
- Финляндия

В организации и проведении тура коллективам помогают лейблы Sequence Records и relative+heart, владельцами которых являются Томодзо и Нати, играющие на гитарах в ∀NTI FEMINISM. В ходе тура записывается материал для DVD группы, который получит название SAIAKU GIG 〜Waga michi susumu ni atari KANSAI ∀NTI hitsuyou〜 и будет выпущен в апреле, по приезде группы на родину, на лейбле Free-Will.
Успех январского тура был просто ошеломительным у обеих групп, поэтому они собравшись вновь в июне того же года, вновь посещают Европу, на этот раз минуя Францию посещают лишь Польшу, Бельгию и Испанию и вновь концерты проходят с большим успехом.

### Покорение Америки и дальнейшее творчество
Вернувшись на родину, концертный состав разбежался по своим группам, а Кэндзи стал набирать новый состав, на место гитариста относительно постоянным участником был взят Тако, на вакантное место басиста приходит, покинувший The Piass, Руйдзи, а за ударные возвращается Юдзи. Во второй половине 2007-го группа вновь отправилась в заграничное турне и снова с теми же Hagakure, но на этот раз курс был взят на США, концерты в котором были не менее успешными, чем европейские.
Несмотря на разность в стилях, группы отлично уживались вместе, потому что были просто друзьями, хотя публика не всегда это понимала, но принимала обе группы достаточно тепло и хорошо.
В 2008-м, дабы отметить со своими японскими поклонниками успешное возвращение из Америки, дают совместный концерт с Hagakure в Holiday Shinjuku, а на апрель было намечено участие в концерте «Clash Against Commercialism» , организованном Free-Will America, в котором также должны были принять участие такие группы, как 12012, Rentrer En Soi и the studs, но концерт не состоялся. В том же году выходит сингл 15-sai, включавший в себя песню менее чем на 10 секунд, а также ретроспективный альбом, включавший в себя почти все ранее записанные песни группы, некоторые из которых были перезаписаны специально для альбома.
В 2009-м снова посетили Америку и выступили в Лос-Анджелесе.
2010 год был ознаменовал выпуском нового альбома, который по формату скорее можно считать миньоном, получивший название Nihon wa Shizumu, включающий в себя 7 песен, на котором состав снова бал обновлён, как, собственно, и звучание. В группу вернулись Руйдзи, Сёго и Сидзуки и на сегодняшний день группа снова продолжает активную концертную деятельность, как в Японии так и за её пределами.

## Кэндзи

### Профиль

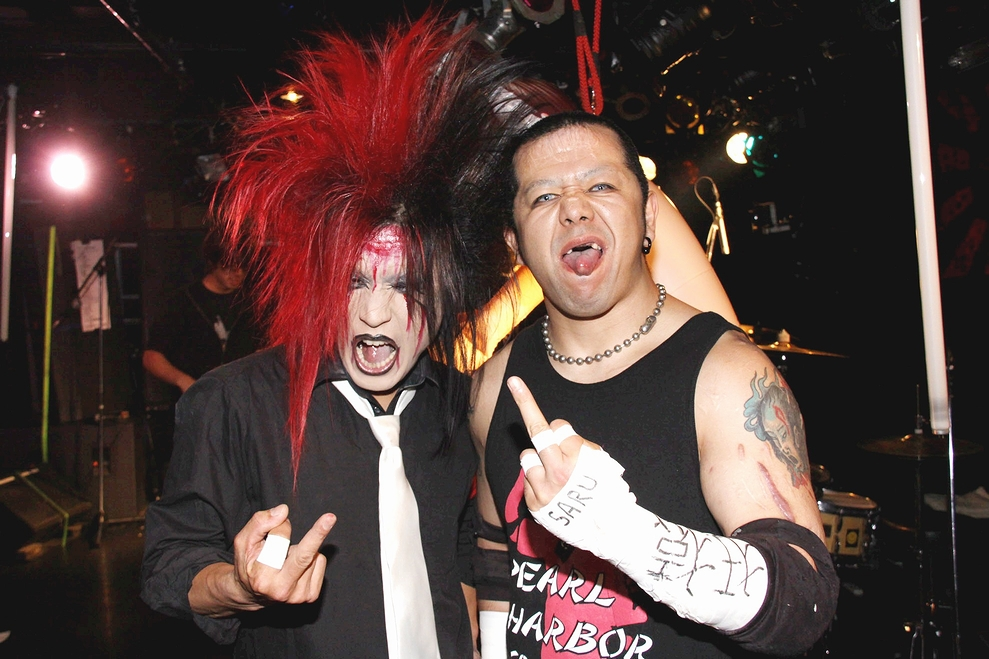
Тот самый Shizuki вместе с про-рестлером JUN KASAI

Его можно охарактеризовать, как «анархист со стажем». Своим кредо по жизни он считает анархию, что проявляется как во внешнем облике так и в его творчестве. Он придумал большинство всего того, что связано с группой, в том числе эмблему, которую и сам фронтмен считает достаточно провокативной по своему содержанию, такого же мнения и придерживается часть критиков.
На его счету 5 групп с разными историями и стилистикой, но только в одной он является вокалистом, основной же его инструмент это барабаны. Но будучи вокалистом, он прибегает ко всякого рода изощрениям, как то искажение голоса и семплирование.
Сам о себе говорит следующее:

«I am a musician who goes to a hospital frequently in Japan.»

«Я музыкант, который попадает в больницу чаще других в Японии.»
На своём личном счету, кроме записей со своими группами имеет также свой личный DVD, на который вошёл фильм о нём, в который вошли документальные хроники и фрагменты его концертных выступлений со своими детищами The Dead Pop Stars и ∀NTI FEMINISM, на который делается немного больший акцент, кроме того вошли та же съёмки Кэндзи в обычной жизни за сценой и интервью. Но данный релиз, получивший название Kenzi Densetsu ~ There is no Successor behind me можно отнести также и к дискографии AF.

### Группы Кэндзи
- Kamaitachi — первая группа, барабанщик, распались в 1991-м.
- ∀NTI FEMINISM — вторая группа, вокалист и основатель.
- Sisters No Future — группа действовавшая параллельно с ∀NTI FEMINISM, а также в период его простоя, барабанщик и сооснователь, распались в 1996-м.
- The Dead Pop Stars — вторая действующая группа, основанная в период простоя ∀NTI FEMINISM, барабанщик и основатель.
- RaS TESTARS — сайд-проект созданный совместно с вокалистом The Dead Pop Stars, по стилистике близок ∀NTI FEMINISM и ранним работам The Piass, барабанщик и сооснователь.

### Сценические псевдонимы
В первой группе он называл себя по имени Киёси, но как только создал AF псевдонимы менялись один за другим:
- MAD GOD KENZI (Бешеный Бог Кэндзи) — так он зовёт себя сейчас, и прозвище полностью оправдывает своего хозяина.
- CRAZY DANGER NANCY KENchan — так он звал себя на заре основания AF, вплоть до её распада в 92-м.
- KENZI (просто Кэндзи) — так он стал звать после распада AF, это прозвище закрепилось за ним по сей день.
- Ken-chan (Кэн-тян) — второе прозвище музыканта появившееся после сокращения основного, используется наравне с первым и третьим.

### Концертные эффекты
Безумная натура фронтмена не может обойтись без беспорядка на сцене, поэтому для разнообразия и большей эффектности концертных выступлений, он использует множество приспособлений и эффектов:
- Фейерверки
- Горящие руки
- Посыпание CO2
- Надевание маски в виде свиной головы и битьё себя по этой же голове молотком
- Прыжки на доску с колючей проволокой
- Битьё люминесцентных ламп о голову и другие части тела
- Падения спиной на гору канцелярских кнопок или на стенд из люминесцентных ламп иногда сложенный в форме ∀ огранённой квадратом
- Падения на разбросанное по сцене битое стекло
- Игра овощами в бейсбол
- Грызение флюоресцентных ламп
- Дыхание огнём
- Нанесение себе разного рода телесных увечий, от порезов до кровотечений
- Начало выступления преимущественно в повязке а ля бандит или ковбой

## Состав

### Нынешний состав
- Кэндзи (KENZI) — вокал (1991—1992), (1998-)
- Сидзуки (Shizuki) — сессионные ударные (2000—2009), (2010-)
- Руйдзи (Ruiji) — сессионный бас (2006—2009), (2010-)
- Сёго (Shogo) — сессионная гитара (2009), (2010-)
- Ю (Yuu) — сессионная гитара (2010), (2014-)

### Бывшие и концертные участники
- Джилл (JILL) — гитара (1991—1992)
- KO · · — бас (1991—1992)
- Таппэй (Tappei) — гитара (1991—1992)
- Хироси (Hiroshi) — ударные (1991—1992)
- Такаюки (Takayuki) — гитара (1998—2006)
- Кэй-Сукэ (K-Suke) — ударные (1998—1999), (2007), (2010)
- Кисаки (Kisaki) — бас (1998—2007)
- Ё-я (You-Ya) — ударные (1999)
- Кирала (Kirala) — вокал (1998—2000)
- Ясу (YASU) aka Юдзи (Yuji) — ударные (1999—2008)
- NoBu — бас (1999—2006)
- Тако (TAKO) — гитара (1999—2008)
- Сиана (Seana) — гитара (1999—2000)
- Y・A・C — бас (2000—2003)
- Сик (Seek) — вокал (2000)
- Хироми (Hiromi) — гитара (2000)
- Маки (Maki) — бас (2000)
- N.O.Y — ударные (2000—2004)
- Таро (Tarou) — ударные (2000)
- Син (Sin) — гитара (2000—2001)
- Сион (Shion) — бас (2000)
- Син (Shin) — бас (2000—2002)
- Масиро (Mashiro) — ударные (2000—2002)
- Хидзуми (Hizumi) — бас (2000—2002)
- Тацуя (Tatsuya) — гитара (2000—2003)
- Арата (Arata) — гитара (2000)
- Юра (Yura) — гитара (2000—2001)
- Кай (Kai) — бас (2000)
- Рэо (Reo) — ударные (2000)
- Дзюн (Jun) — гитара (2000)
- Ёхэй Тогава (Yohei Togawa) — бас (2000—2006)
- Сёки (Shoki) — ударные (2001)
- Хидзуми (Hizumi) — бас (2001—2002)
- Айка (Aika) — вокал (2001)
- Такахиро Хиробаяси (Takahiro Hirobayashi) — ударные (2001—2007)
- Кадзанэ (Kazane) — гитара (2001—2008)
- Харуки (Haruki) — гитара (2001)
- Теала (Teala) — бас (2001—2003)
- Аямэ (Ayame) — ударные (2001—2002)
- Каната (Kanata) — гитара (2001)
- Акира (Akira) — ударные (2001)
- Сио (Shio) — бас (2001)
- Хидэаки (Hideaki) — гитара (2001)
- Дзюнъя (Junya) — ударные (2001)
- Томодзо (TOMOZO) — гитара (2001—2008)
- Луна (Luna) — ударные (2001—2002)
- Юки (Yuki) — гитара (2001—2003)
- Юти (Yuchi) — бас (2001)
- Кэн2 (Ken2) — ударные (2001—2003)
- Мукку (Mukku) — бас (2001—2007)
- Макото (Makoto) — бас (2002)
- Кацура (Katsura) — ударные (2007)
- Акияма Кёдзи (Akiyama Kyouji) — бас (2002—2007)
- Рёхэй (Ryohei) — ударные (2003)
- Леая (Leaya) — бас (2002)
- Нати (Nachi) — гитара (2002—2007)
- Синъя (Shinya) — гитара (2002—2003)
- Дэ-Хи (De-Hi) — бас (2002—2004)
- Сэйдзи (Seiji) — бас (2002—2003)
- Хидэно (Hideno) — бас (2002—2003)
- Масаки (Masaki) — гитара (2003)
- Ямада Мая (Yamada Maya) — гитара (2003—2005)
- Мохи (Mohi) — ударные (2003)
- Сэй (Sei) — бас (2003)
- Эрина (Erina) — гитара (2003—2009)
- Кагэцу (Kagetsu) — гитара (2003—2006)
- Кадзу (Kazu) — гитара (2003)
- Лина (Lina) — бас (2003—2009)
- O-Yoh — гитара (2004)
- Yu~u — бас (2004—2005)
- Рэй (Rei) — ударные (2004)
- Нандзё Каната (Nanjou Kanata) — бас (2004—2005)
- Тайран (Tairan) — бас (2005)
- Такахиро (Takahiro) — бас (2005—2006)
- Мицуру (Mitsuru) — ударные (2005—2007)
- Ая (Aya) — бас (2005—2006)
- Акино (Akino) — гитара (2006—2009)
- Кайон (Kaion) — гитара (2006)
- Косукэ (Kosuke) — гитара, бас (2006—2008)
- Каэдэ (Kaede) — ударные (2006—2009)
- Хиёка (Hiyoka) — ударные (2007)
- Фудзимото Тайдзи (Fujimoto Taiji) — гитара (2007)
- Яёи (Yayoi) — гитара (2007—2008), (2010)
- Тако (TAKO) — гитара (2007—2009)
- -R- — бас (2008)
- Нэнси (NANCY) — гитара (2008—2009)
- Дзюн (Jun)— ударные (2008)
- Юки (YUKI) — гитара (2008)
- yu-ga — бас (2008)
- Рё (RYO) — гитара (2009)
- Каасии (Kaashii) — гитара (2009)
- Локи (Loki) — бас (2010)
- Томо (Tomo) — гитара (2010)
- Ю (Yuu) — гитара (2010)

## Дискография

### Альбомы
- 2003.12.21 Kyou Han — Sabetsu — Hi Nichijou Teki (狂犯・差別・非日常的)
- 2004.11.11 Emperor (совместно с Deadly Sanctuary)
- 2008.06.25 Kyousouroku (狂葬録)

### Демокассеты
- 1999.06.27 JAPANESE NO
- 2000.07.xx Majime Na Ningen Wa Shinu Beki De Aru (まじめな人間は死ぬべきである)
- 2001.06.xx To Sick People ~Boku Wa Genki Ni Shinde Masu~ (To Sick people ～僕は元気に死んでます～)
- 2002.07.24 Mujouken Koufuku Suru Ka, Nou Ka (無条件降伏するか、ノウか)

### Синглы
- 2001.12.21 Bakuretsu Toshi «SSSS» GIG (爆裂都市 «SSSS» GIG)
- 2002.12.21 Bakuretsu Toshi «DAINIPPON» Toshi GIG (爆裂都市"大日本"都市GIG)
- 2003.05.02 Kami ga Ataeta Futsuu de Nai Mono e no Shuu Danteki Kakushinhan (神が与えた普通でないモノへの集団的確信犯)
- 2003.12.21 Omae ni Yume Nado Tsukameru Mon ka! (お前に夢などつかめるもんか！)
- 2008.06.25 15-sai (15才)

### Omnibus
- 2000.04.26 MATINA PRELUDE
- 2003.08.01 PUBLIC EGO DANCE 001
- 2003.12.24 MIND GARDEN Vol.6
- 2004.11.19 SUMMIT 02

## Видеография

### VHS
- 2002-05-02 SSSS SUICIDE SLANG SUPER SOCIETY (концертный документарий)
- 2002.12.21 Zoushoku ! ∀NTI chuudoku FILM. 1 (増殖！∀NTI中毒 FILM. 1) (документальный фильм)
- 2003.05.02 Bakuretsu toshi dai nippon toshi GIG (爆裂都市"大日本"都市GIG) (концерт)'
- 2004.04.29 Omae ni yume nado tsukameru mon ka! (お前に夢などつかめるもんか！) (концерт)
- 2004.09.21 Enjou KING OF PEERFORMANCE (炎上 KING OF PEERFORMANCE) (концерт)
- 2005.12.21 Bakuretsu〝zetsubou〟toshi GIG (爆裂〝絶望〟都市GIG) (концерт)

### DVD
- 2006.03.01 Kenzi Densetsu ~ There is no Successor behind me (хроники жизни и творчества Кэндзи)
- 2007.04.25 SAIAKU GIG 〜Waga michi susumu ni atari KANSAI ∀NTI hitsuyou〜 (SAIAKU GIG 〜我が道進むにあたり関西 ∀NTI 必要〜)(концерт)
- 2007.06.21 Kiroku eizou -Recording video- (記録映像 -Recording video-) (концерт)
- 2008.11.19 Manatsu no kichigai (魔七つノ危血我遺) (концерт)
- 2009.03.04 Zetsuboukan no susume ~keikoutou 100hon hakai hen~ (絶望感のススメ〜蛍光灯100本・破壊編〜) (концерт)

### PV
- New Legend Creation
- Nationalism
- Sayuu no tero

## Интересные факты
1. Кэндзи является единственным постоянным участником группы с момента её основания.
2. Все релизы группы, в том числе и DVD (они в особенности) выходили ограниченным тиражом, что, однако, не мешало группе набирать популярность[1].
3. Благодаря сотрудничеству с Кисаки группа обрела популярность на востоке Японии, отчасти благодаря участию на сборниках его лейбла Matina.
4. Группа является основателем события под названием «Bakuretsu Toshi» (дословно — «Взорвавшийся город»), которое является почти аналогом действа коллег по цеху The Piass, которое имело название «Kantou Shuukai». Проходило оно регулярно вплоть до сентября 2003 года, а потом было прекращено по неизвестным причинам. Являло собой совместный концерт нескольких индис-групп, выпускавшихся на лейблах Anarchist Records и Matina, которые специализируются на андеграунде. В числе участников были такие группы, как: ArcAdiA, Cuartet, Milphinne, SKULL, k@mikaze, orivia. В 2004-м было возобновлено, но как сольные номера самого ∀NTI FEMINISM, на данный момент статус мероприятия неизвестен.
5. За всю историю группы в ней успело переиграть около 200 музыкантов[2]

, из которых история не сохранила имена всех, так как некоторые отыгрывали не более одного концерта.
1. Группа имеет представительства в разных частях Японии, которые фронтмен называет, не иначе как, ∀NTI SHOCKERS:

Tokyo ∀NTI (Токио)
Kansai ∀NTI(Osaka) (Осака)
Shizuoka ∀NTI(Сидзуока)
Sapporo ∀NTI (Саппоро)
Kita-Kyusyu ∀NTI(Китакюсю)
Nagoya ∀NTI (Нагоя)